# Alípio de Miranda-Ribeiro
Alípio de Miranda Ribeiro (Rio Preto, 21 febbraio 1874 – Rio de Janeiro, 8 gennaio 1939) è stato uno zoologo brasiliano.
Nel 1911 creò il primo servizio oceanografico del Sud America, l'Ispettorato della Pesca (in portoghese, Inspetoria de Pesca).

## Biografia
Fin da giovane si interessò alla Storia Naturale e, da adolescente, tradusse in portoghese le opere del conte de Buffon. Si trasferì a Rio de Janeiro, allora capitale dell'Impero brasiliano, dove si iscrisse alla Facoltà di Medicina di Rio de Janeiro, pur non completando il primo anno. Nel 1894 è entrato a far parte del Museo Nazionale, come istruttore provvisorio della Prima Sezione (Zoologia). Nel 1897 fu nominato assistente naturalista, con funzioni di segretario (1899), professore e capo della Divisione di Zoologia (1929), incarico che mantenne fino alla morte.
Nel 1908-1910 partecipò alla prima spedizione della cosiddetta "Commissione Rondon", al comando del colonnello Cândido Rondon, il cui obiettivo era esplorare la regione amazzonica e costruire una linea telegrafica da Cuiabá, nel Mato Grosso, a Santo Antonio do Madeira, nell'attuale stato di Rondônia. Durante il viaggio, Miranda Ribeiro ha avuto l'opportunità di fare osservazioni preziose e di raccogliere numerosi campioni di materiale zoologico.
Nel 1911, dopo aver visitato diversi musei in Europa e negli Stati Uniti e aver studiato i loro programmi di ricerca, fondò l'Ispettorato della Pesca, il primo servizio ufficiale dedicato a questo settore in Brasile. Tra il 1911 e il 1912, periodo in cui ne fu direttore, istituì uno spazio museale sulla pesca, una biblioteca specializzata, sezioni tecniche dedicate alla ricerca e commissionò una nave oceanografica, la "José Bonifácio".
Membro fondatore della Sociedade Brasileira de Ciências nel 1916 (dal 1921 Academia Brasileira de Ciências), sviluppò un'opera enorme, con più di 150 lavori su vertebrati e invertebrati della fauna del Brasile, oltre ad altri titoli su pesci, anfibi, rettili, uccelli e mammiferi, tra cui spiccano i cinque volumi dedicati ai pesci del Brasile.